# Calochortus
Calochortus es un género de aproximadamente sesenta y cinco especies de plantas herbáceas, perennes y  bulbosas pertenecientes a la familia Liliaceae. Calochortus se distribuye en el oeste de América del Norte, desde el sudoeste de Canadá hasta el norte de Guatemala y desde California hasta Dakota del Norte y Dakota del Sur.

## Etimología y nombres comunes
La palabra Calochortus proviene del idioma griego y significa "pasto bello", nombre que hace referencia al parecido de las hojas y tallos de estas plantas con los de una gramínea o pasto y, al mismo tiempo, pone de manifiesto el gran atractivo de las flores. Las especies del género poseen muchos nombres vulgares (la mayor parte de ellos en inglés, algunos en español o en náhuatl), los que -sin embargo- se pueden categorizar en cuatro grandes grupos que reflejan la diversidad de la morfología floral de las especies del género. Así, la mayor parte de las especies se conocen como "lirios mariposa" por sus bellas flores con pétalos muy abiertos. Otras se conocen como "lirios globo" o "linternas" ya que las flores son globosas y péndulas y recuerdan a las linternas chinas. Las especies del género denominadas "tulipanes estrella" presentan pétalos erectos y, finalmente, las "orejas de gato" son aquellas especies que exhiben una profusa cantidad de pelos relativamente largos cubriendo sus pétalos.

## Descripción
Plantas herbáceas, perennes y bulbosas. El bulbo presenta una túnica membranosa o fibroso-reticulada. El escapo, de 15 a 70 cm de altura, puede ser áfilo o folioso, glabro y, en general, es glauco. 
Las hojas son sésiles, basales o caulinares, persistentes o caducas, alternas. La lámina foliar es entera, paralelinervada, con un meristema basal persistente y desarrollo basípeto. La base de la lámina foliar a menudo es atenuada o parecida a un pecíolo. Las especies de este género pueden presentar una sola hoja basal o, además, hojas caulinares.  Si presentan hojas caulinares, estas se van reduciendo de tamaño hacia el ápice de la planta. Frecuentemente se forman bulbillos en las axilas foliares.
Las flores son hermafroditas, actinomorfas y presentan perianto, es decir dos verticilos que pueden diferenciarse morfológicamente en cáliz y corola. El color de las flores puede ser blanco, amarillo, rosa, rojo, púrpura y lavanda, con todos los tonos intermedios. El cáliz está formado por 3 sépalos libres, ovados a lanceolados, glabros y petaloideos ya que, por su apariencia y colorido, parecen pétalos. La corola está formada por 3 pétalos libres, distintos a los sépalos, más largos y anchos que éstos y con manchas o patrones de colores que los hacen muy vistosos. Los pétalos son usualmente pilosos en su cara adaxial y presentan un nectario cerca de su base. 

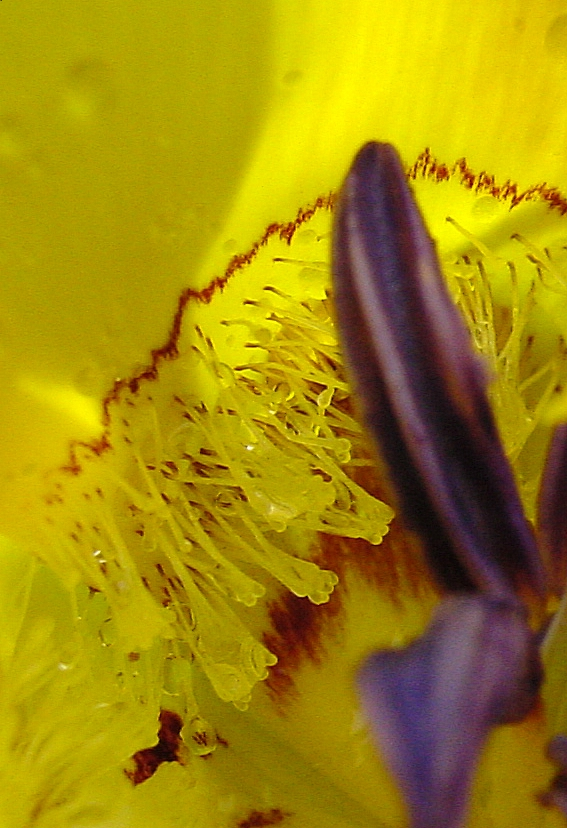
Calochortus clavatus, detalle de los pelos en los pétalos. En primer plano se observa una antera.

El androceo está formado por 6 estambres libres entre sí, fértiles, con filamentos aplanados que se ensanchan hacia sus bases, y anteras basifijas o pseudo-basifijas, lineares a oblongas, con dehiscencia por aberturas longitudinales. Los granos de polen son monosulcados y bi-celulares. El ovario es súpero, no presentan estilo o este es muy reducido y el estigma, del tipo seco, se halla dividido en 3 ramas. El ovario presenta 3 lóculos y numerosos óvulos por lóculo, anátropos y de placentación axilar. El desarrollo del saco embrionario es del tipo Polygonum. Las flores se disponen en inflorescencias terminales, simples o ramificadas. El fruto es una cápsula con dehiscencia septicida, trilocular, con tres ángulos o tres alas, de forma linear, oblonga o globular. Produce muchas semillas por lóculo, las que se hallan dispuestas en dos hileras.  El género presenta varios números cromosómicos básicos, x=6 a 10. Existen especies diploides y poliploides.
Las semillas son irregulares o planas y con su cubierta reticulada, endospermadas. El endosperma reserva lípidos y presenta aleurona. Las semillas no presentan fitomelaninas en su testa. De acuerdo a su morfología externa y al tipo de células presentes en la testa se pueden distinguir dos tipos de semillas en Calochortus. El tipo "calocortoide" es de forma irregular con las células de la testa sin engrosamiento secundario en sus paredes celulares externas. El tipo "mariposoide", en cambio, es de forma lenticular, aplanada, con células de la testa hexagonales o irregulares con engrosamiento secundario en sus paredes celulares externas.

## Taxonomía

### Clasificación del género
Calochortus ha sido tradicionalmente incluido en la familia Liliaceae, dentro de la subfamilia Calochortoideae Dumort., junto con los géneros afines Prosartes, Scoliopus, Streptopus y Tricyrtis.
Varios taxónomos han sugerido que Calochortus debe ser segregado de Liliaceae y disponerse en su propia familia, Calochortaceae.
De hecho, Calochortus difiere de los otros miembros de la familia Liliaceae en varios atributos: no presenta estilo o este es muy corto, presenta un perianto diferenciado en cáliz y corola, el fruto es una cápsula con dehiscencia septicida y el saco embrionario es del tipo Polygonum.
No obstante lo anterior, los sistemas modernos de clasificación (como APG  o APG II) no reconocen a la familia Calochortaceae, e incluyen a Calochortus dentro de las Liliáceas en el orden Liliales del clado de las monocotiledóneas.

### Clasificación infragenérica
Calochortus comprende 3 secciones, Calochortus, Mariposa y Ciclobothra cuyas características diferenciales se brindan a continuación.
- La sección Calochortus es bastante uniforme morfológicamente, presenta su centro de diversificación en el noroeste de la costa del Pacífico y se distribuye por todo el oeste de Estados Unidos. Las especies de esta sección presentan un número básico de x=10 cromosomas, cápsulas cortas con 3 alas, túnicas del bulbo membranosas, hojas basales conspicuas y persistentes y las semillas son del tipo "calocortoide".

- Las especies de la sección Mariposa presentan la misma distribución que los miembros de la sección Calochortus pero su centro de diversificación se encuentra en el centro y sur de California. Las hojas de estas especies son caducas, perdiéndose antes de la floración, las túnicas del bulbo son membranosas, el fruto es una cápsula linear a oblonga, con 3 ángulos y las semillas son del tipo "mariposoide". Presentan, además, varios números cromosómicos básicos, desde x= 6 a x=10.

- Las especies de la sección Ciclobothra, por otro lado, se distribuyen en baja California y México y su centro de diversificación es el norte de México. El número cromosómico básico es x=9, las túnicas del bulbo son fibroso-reticuladas, las hojas basales son persistentes o caducas y las semillas pueden ser del tipo "calocortoide" o "mariposoide".

### Especies
En la taxonomía del género hay algunos caracteres que son diagnósticos, tales como el tipo de túnica del bulbo, la presencia de nectarios y los pelos de los pétalos. Las especies del género, ordenadas alfabéticamente, pueden consultarse en Anexo:Especies de Calochortus.

## Ecología
En su rango de distribución geográfica las especies de Calochortus exhiben adaptaciones particulares a hábitats muy diversos, tales como pastizales y desiertos, zonas bajas e inundables y bosques cerrados. Inclusive, si bien la mayoría de las especies habitan regiones con clima templado, existen algunos miembros del género adaptados a zonas tropicales.
Muchas de las especies de Calochortus se distribuyen en regiones con un clima de tipo mediterráneo, como el que se halla en el Mediterráneo, ciertas partes de Chile, Sudáfrica y el oeste de Australia. Tal clima está caracterizado por inviernos lluviosos y veranos secos y tórridos. Las plantas bulbosas -como es el caso de las especies de Calochortus- están muy bien adaptadas a ese tipo de clima, ya que vegetan durante el otoño y el invierno, florecen durante la primavera y luego permanecen en reposo (es decir, se marchita la parte aérea de las plantas y el bulbo subterráneo entra en un período de letargo) durante el verano como un medio para sortear la sequía reinante durante esos meses. Los nutrientes que las plantas producen durante el período de crecimiento vegetativo se almacenan en los bulbos y son utilizados al año siguiente para promover un rápido rebrote durante el otoño. 

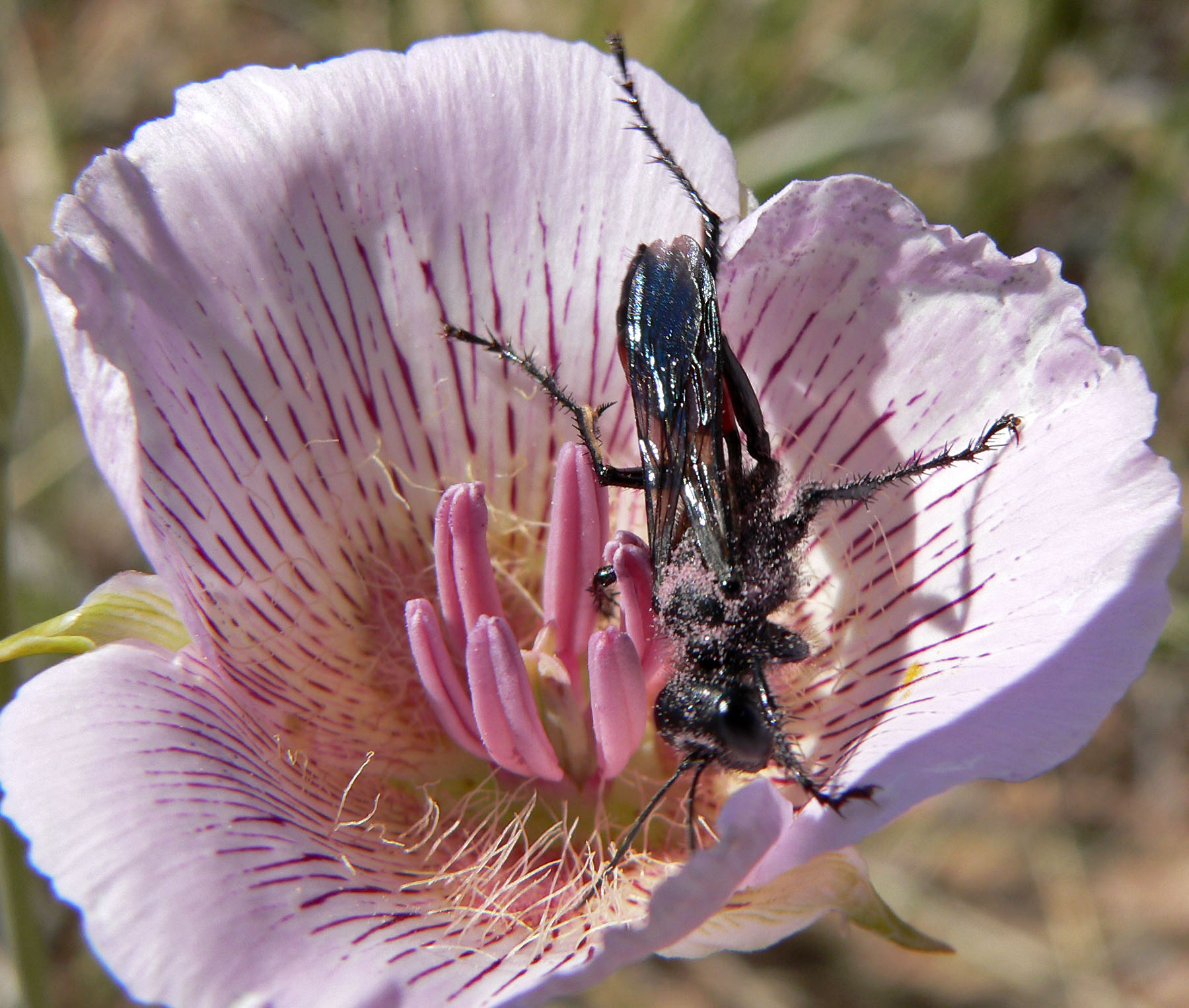
Una avispa visitando una flor de Calochortus striatus, obsérvese el polen -de color rosado- cubriendo el dorso del insecto.

Los miembros de Calochortus tienden a florecer tarde durante la primavera, mucho después que la mayoría de las otras especies con las que comparten el mismo hábitat. Debido a que las especies de Calochortus son entomófilas (es decir, utilizan a los insectos para trasladar el polen de una planta a otra y, de ese modo, asegurar la polinización) la floración tardía es una estrategia para evitar la competencia con otras especies por el uso de insectos polinizadores. La atracción por polinizadores, por otro lado, ha sido un factor determinante en la evolución de la morfología floral en las distintas especies de Calochortus. La extrema diversidad de formas y colores de sus flores, la presencia de nectarios y pelos más o menos cortos hasta la existencia de largos pelos cubriendo por entero a los pétalos (como ocurre en las especies del género popularmente conocidas como "orejas de gato") son estrategias que utilizan estas especies para garantizar la atracción de polinizadores.
La adaptación a nichos ecológicos muy específicos, muchos de ellos extremos para el crecimiento vegetal, es otra de las características que poseen las especies de Calochortus. Tal nivel de adaptación ha determinado que muchas de las especies del género presenten una muy estrecha distribución geográfica y que en áreas relativamente pequeñas se distribuya un gran número de especies con requerimientos ecológicos sumamente particulares. A modo de ejemplo, 28 de las especies del género son endémicas de California.
Uno de los hábitats sumamente restrictivos para el crecimiento de las plantas y para el cual están adaptadas muchas de las especies de Calochortus es el de los suelos derivados de la serpentina en el oeste de América del Norte. La serpentina es un tipo de silicato de hierro y magnesio y los suelos formados a partir de este mineral son tóxicos para la mayor parte de las plantas debido a la presencia de altos niveles de níquel, cadmio, cromo y cobalto. El crecimiento de las plantas también se inhibe por los bajos niveles de potasio y fósforo y por la inadecuada relación entre las concentraciones de los iones calcio y magnesio, típica en este tipo de suelos.
Dos ejemplos de especies de Calochortus tolerantes a este tipo de suelos son Calochortus coxii y Calochortus umpquaensis. Calochortus coxii es una especie cuya distribución está restringida a suelos derivados de la serpentina. Se la halla, básicamente, en una estrecha zona de transición  entre bosques de coníferas y pasturas. Como su nombre lo indica, Calochortus umpquaensis se halla únicamente a lo largo del río Umpqua en el sudoeste de Oregón. Esta especie tan rara y restringida a suelos derivados de la serpentina, por otro lado, puede prosperar tanto en los sotobosques cerrados de coníferas como en los pastizales abiertos. 
La mayor parte de la investigación sobre estas especies endémicas de los suelos derivados de serpentina ha demostrado que las mismas crecen vigorosamente cuando se las cultiva en otro tipo de suelos. Aparentemente, la intolerancia a la competencia con otras plantas y su extrema susceptibilidad a hongos fitopatógenos que usualmente no se hallan en suelos de serpentina, son las causales de su estrecha distribución geográfica.

## Filogenia y evolución
Como parte de un análisis filogenético de las relaciones dentro del orden Liliales se ha estudiado la variación en varias secuencias de ADN cloroplástico no codificante en las especies de Calochortus.  Los resultados de ese análisis son congruentes con la distribución geográfica y la diversidad morfológica dentro del género. De hecho, se pudieron resolver 7 clados dentro de Calochortus, que incluyen los "lirios mariposa" de las pastizales y desiertos, los "tulipanes-estrella" de las zonas bajas e inundables, las "orejas de gatos" de los bosques montañosos y las "linternas" de los bosques cerrados. Este patrón tan claro en la agrupación de las especies, tanto a nivel morfológico, como molecular y ecológico, aparentemente es el resultado de fenómenos de especiación altamente localizados dentro del género y a una muy limitada capacidad de dispersión de estas especies. Las diferencias cromosómicas entre las mismas han contribuido, junto con la diversidad de adaptaciones ecológicas, a la existencia de un fuerte aislamiento reproductivo entre los diferentes miembros del género impidiendo, de ese modo, los cruzamientos y la recombinación genética aún entre los clados cuya distribución geográfica se superpone. 
Los análisis moleculares del ADN de las especies de Calochortus también permitieron demostrar que el centro de diversidad del género se halla en la provincia florística de California, que la sección Calochortus del género es monofilética, la sección Mariposa es parafilética,  mientras que la sección Cyclobothra es polifilética. Los diferentes tipos de flores (mariposas, linternas, tulipanes estrella y orejas de gato) habrían evolucionado en forma independiente durante la radiación del género a diferentes hábitats. Finalmente, la adaptación a suelos derivados de la serpentina habría evolucionado en 7 ocasiones independientes en diferentes linajes.

## Usos
Los indígenas de Estados Unidos y los pioneros mormones han utilizado los bulbos de muchas especies de Calochortus como fuente de alimento, preparándolos en diferentes comidas.
No obstante, el principal uso de estas especies es como plantas ornamentales debido a sus atractivas flores. Calochortus venustus, es un ejemplo de una de las especies utilizadas con este propósito. Es una planta de cultivo más bien difícil. Requiere de un terreno seco, pobre, arenoso y bien drenado y una posición a pleno sol. Después de la floración necesita un período de descanso sin agua. Es adecuada, por lo tanto, para el cultivo dentro de invernaderos o en macetas, de modo que puedan resguardarse una vez que han florecido. Los bulbos se plantan en otoño o en primavera, a 5 cm de profundidad y a una distancia de 25 cm entre ellos. La mayor precaución es la de secar completamente los bulbos después de la floración y, en zonas de inviernos rigurosos, protegerlos de las heladas. La multiplicación se realiza por semillas o bien, por bulbillos que crecen alrededor del bulbo principal o en las axilas foliares. Los bulbillos se separan una vez que las plantas han florecido.